# Francisco Martín Aguirre
Francisco Martín Aguirre (Madrid, 19 de septiembre de 1981) es un político e ingeniero de montes español, delegado del Gobierno en la Comunidad de Madrid desde 2023.
Anteriormente ejerció como secretario general de la Presidencia del Gobierno de España entre 2021 y 2023 y como director del Departamento de Planificación y Seguimiento de la Actividad Gubernamental de la Presidencia del Gobierno de 2020 a 2021.

## Estudios y carrera profesional
Nacido en Madrid en 1981, ingeniero de montes por la Universidad Politécnica de Madrid y MBA en Comercio Internacional por ICEX España Exportación e Inversiones. Con experiencia profesional tanto en la empresa pública como en la privada, vinculada principalmente a la gestión de proyectos en el ámbito de la ingeniería civil, forestal y medioambiental, así como a la comunicación y las relaciones institucionales en contextos internacionales.
En 2007 entró a formar parte de Tragsatec, Grupo Tragsa, como Ingeniero superior en el departamento de evaluación de impacto ambiental, puesto que desarrolló hasta 2008. Posteriormente pasó a Prointec S.A. como ingeniero de montes, hasta 2009 para volver en 2010 al Grupo Tragsa en calidad de Ingeniero superior en el Gabinete de Estrategia Empresarial. 
Fue Jefe de gabinete de la presidencia del Grupo Tragsa entre los años 2010 y 2012 y responsable de comunicación y relaciones institucionales de la Subdirección Internacional entre 2012 y 2016. Así como Ingeniero Superior en el Departamento de Calidad y Medio Ambiente del 2016 al 2017. 
Destaca en su trayectoria en el Grupo Tragsa haber sido delegado en Afganistán y Jefe de actuación en el proyecto de reconstrucción civil de la provincia de Badghis (AECID-Afganistán, enero-octubre de 2012).

## Trayectoria política
Militante del PSOE, afiliado en Madrid, en la Agrupación de Arganzuela. Desde noviembre de 2021 es Secretario de Estrategia y Acción Electoral de la Comisión Ejecutiva Regional del PSOE de Madrid.
Fue asesor parlamentario en formación (stager) en el Congreso de los Diputados en las áreas de Medio Ambiente y Cambio Climático durante el año 2009.
Formó parte de la Comisión Ejecutiva Regional del PSOE de Madrid, de julio de 2015 a septiembre de 2017. 
Fue presidente de la Asociación “Bancal de Rosas”, entidad sin ánimo de lucro que gestionó el crowdfunding para la financiación de la campaña a la Secretaría General del PSOE en apoyo de Pedro Sánchez en las primarias de 2017. 
Entre 2017 y 2018 fue Director de Administración y Finanzas del PSOE.
Desde agosto de 2018 es secretario de la Fundación Pablo Iglesias.
En el ámbito institucional, en julio de 2021 fue nombrado, mediante Real Decreto 595/2021, de 20 de julio, Secretario General de la Presidencia del Gobierno. También vocal del Consejo de Administración de Patrimonio Nacional, nombrado por Real Decreto 650/2021, de 27 de julio.
Anteriormente, mediante Real Decreto 153/2020, de 28 de enero, se le nombró Director del Departamento de Planificación y Seguimiento de la Actividad Gubernamental de la Presidencia del Gobierno. 
Desde 2018 hasta 2020 ejerció de Director del Gabinete Técnico de la Secretaría General de la Presidencia del Gobierno. Como director del gabinete acompañó al Secretario General en tareas tan importantes como la coordinación del dispositivo del proceso para la exhumación, traslado y reinhumación de los restos del dictador Francisco Franco.
De mayo a noviembre de 2021 ejerció las labores de organización en la Gestora del PSOE de Madrid.
En marzo de 2023 fue nombrado delegado del Gobierno en la Comunidad de Madrid.
En mayo de 2025 fue imputado por el juez Juan Carlos Peinado en el marco de la investigación sobre el llamado Caso Begoña Gómez, esposa del presidente del Gobierno Pedro Sánchez. El magistrado sostiene que Martín, en su etapa como secretario general de la Presidencia, habría autorizado el nombramiento de Cristina Álvarez como asesora en Moncloa para realizar trabajos privados para Gómez con fondos públicos, lo que podría constituir un delito de malversación de caudales públicos

### Cumbre de la OTAN de Madrid 2022
Los días 29 y 30 de junio de 2022 se celebró la Cumbre de Madrid de 2022 de la OTAN. La coordinación de la misma se llevó a cabo bajo el liderazgo de Fran Martín como jefe de la Task Force española encargada de su organización. Para ello, se creó directamente dependiente del secretario general una Unidad de Coordinación para la Cumbre de la Organización del Tratado del Atlántico Norte. Asimismo, desde la Secretaría General se planificó y coordinó el Programa de Acompañantes de los jefes de Estado y de Gobierno asistentes a la Cumbre.